# المراسل الأجنبي (فلم)
المراسل الأجنبي (بالإنجليزية: Foreign Correspondent) هو فيلم إثارة تم إنتاجه في الولايات المتحدة وصدر في سنة 1940. الفيلم من إخراج ألفريد هتشكوك.

## ترشيحات وجوائز
| السنة | الحدث  | الفئة     | النتيجة |
| ----- | ------ | --------- | ------- |
|       | أوسكار | أفضل فيلم | ترشـيـح |

## الميزانية والإيرادات
بلغت تكلفة إنتاج الفيلم حوالي 1,484,167 دولار بينما حقق أرباحا تقدر بـ 1,598,435 دولار.

## وصلات خارجية
- مقالات تستعمل روابط فنية بلا صلة مع ويكي بيانات